# Bernd Patzke
Bernd Patzke est un footballeur allemand né le 14 mars 1943 à Berlin. Il jouait comme défenseur. Il fut de la sélection allemande lors des Coupes du monde 1966 en Angleterre et 1970 au Mexique.

## Carrière
- 1962-1964 : Standard de Liège  Belgique 54m/2b
- 1964-1969 : TSV Munich 1860  Allemagne
- 1969-1972 : Hertha BSC Berlin  Allemagne
- 1972-1973 : Hellenic FC  Afrique du Sud

## Palmarès
- 24 sélections et 0 but avec l'équipe d'Allemagne entre 1965 et 1971.